# Ауюйтук (національний парк)
 Національний парк «Ауюйтук» (англ. Auyuittuq National Park, фр. Parc national d'Auyuittuq) — національний парк Канади заснований у 1976 році як Національна паркова резервація, проте вже у 2000 було підвищено статус до національного парку Баффінова Земля, територія Нунавут.
У перекладі з ескімоської мови інуктітут слово «ауюйтук» означає «край, який ніколи не розтає»..
Тварини національного парку: Rangifer tarandus groenlandicus, білі ведмеді, лемінги (Lemmus trimucronatus й Dicrostonyx groenlandicus), полярні зайці, песці та горностаї.
Найвідоміші місця в парку — гора Асґард (англ. Mount Asgard) 2 015 м над рівнем моря та гора Тор (англ. Mount Thor) 1 675 м над рівнем моря, а також мис Пенні-Айс — 6000 км² льоду і снігу. Територію парку перетинають Арктичні Кордильєри.

## Історія створення парку
У 1970-х роках було отримано принципову згоду на створення парку (за одними даними це відбулося в 1972 роціу, за іншими — в 1976 році). У 1993 було підписано році угоду з інуїтами що регулює створення парку, а власне парк було створено у 2001 році.

## Геологія
Найстаріші скелі на півострові Камберленд в парку Ауюйтук сформовані 2,8 млрд років тому в докембрійський період. Близько 60 млн років тому рух континентів призвів до відокремлення острова Баффінова Земля від Гренландії, півострів Камберленд піднявся над водою, а подальша ерозія прибрала більшу частину осадових порід. Гірські піки в західній частині парку є вищими точками як острова, так і всього Канадського щита.

## Галерея

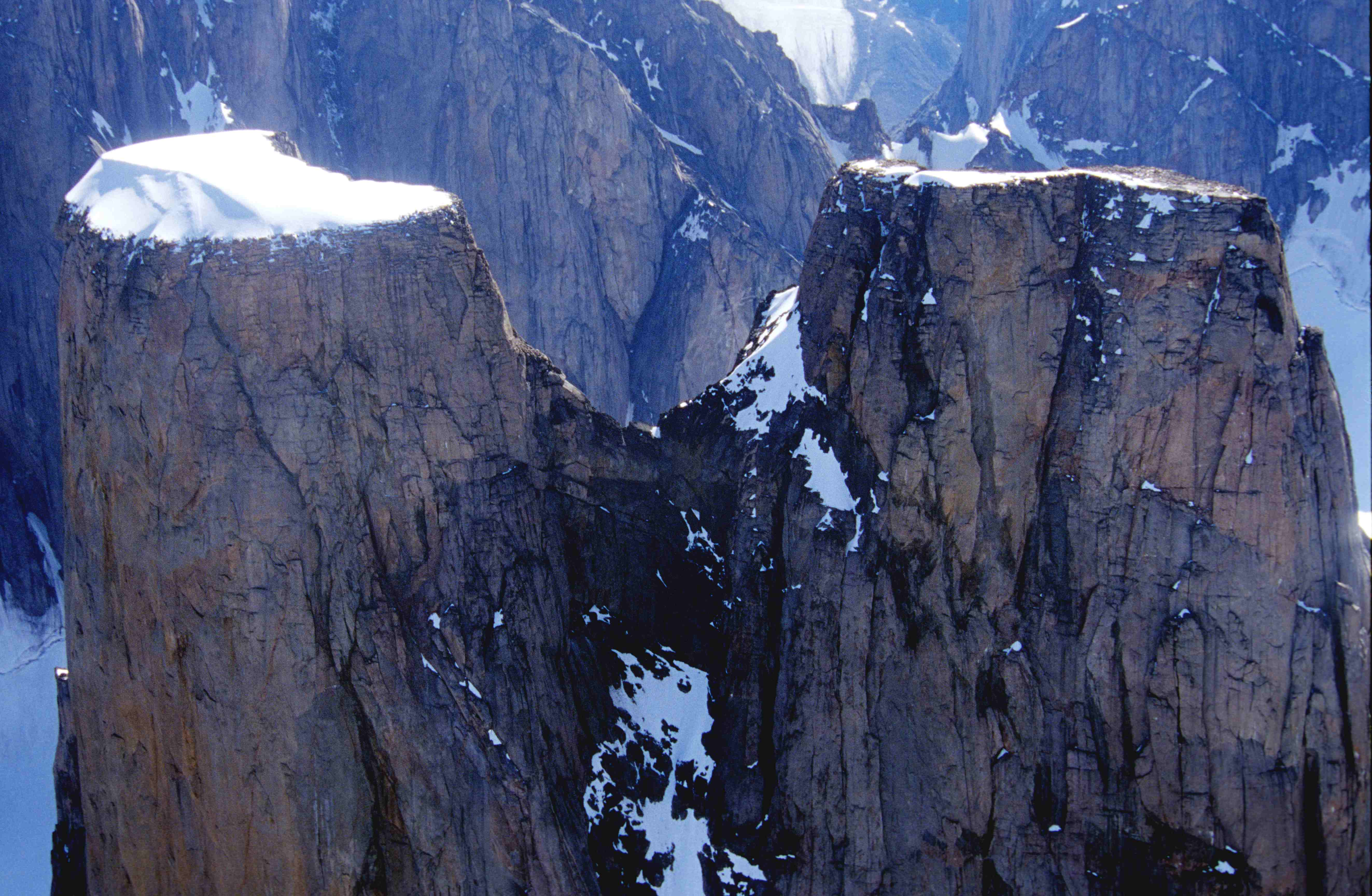
Mount Asgard, Baffin Island, 2001
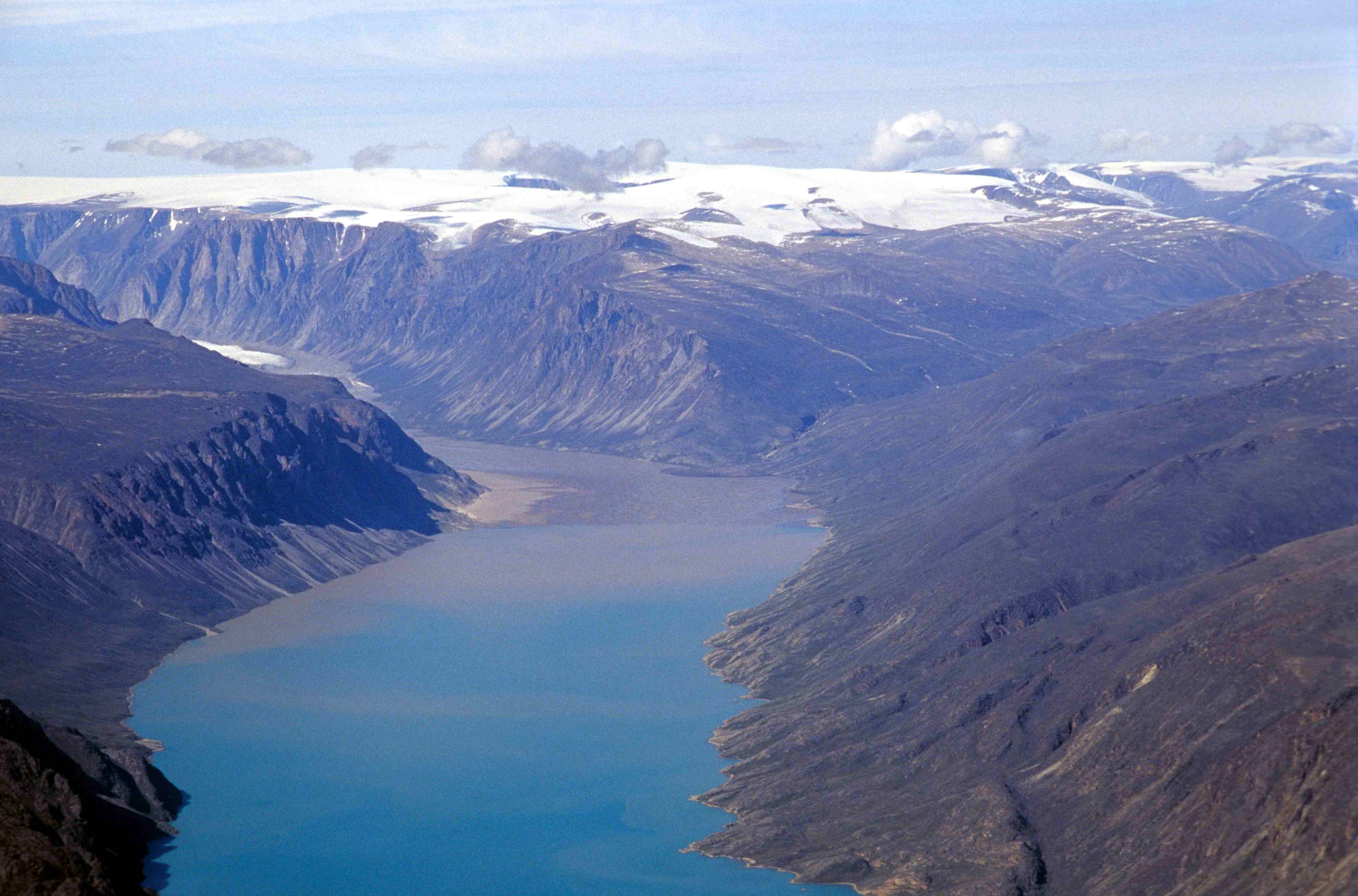
Maktak Fiord Delta
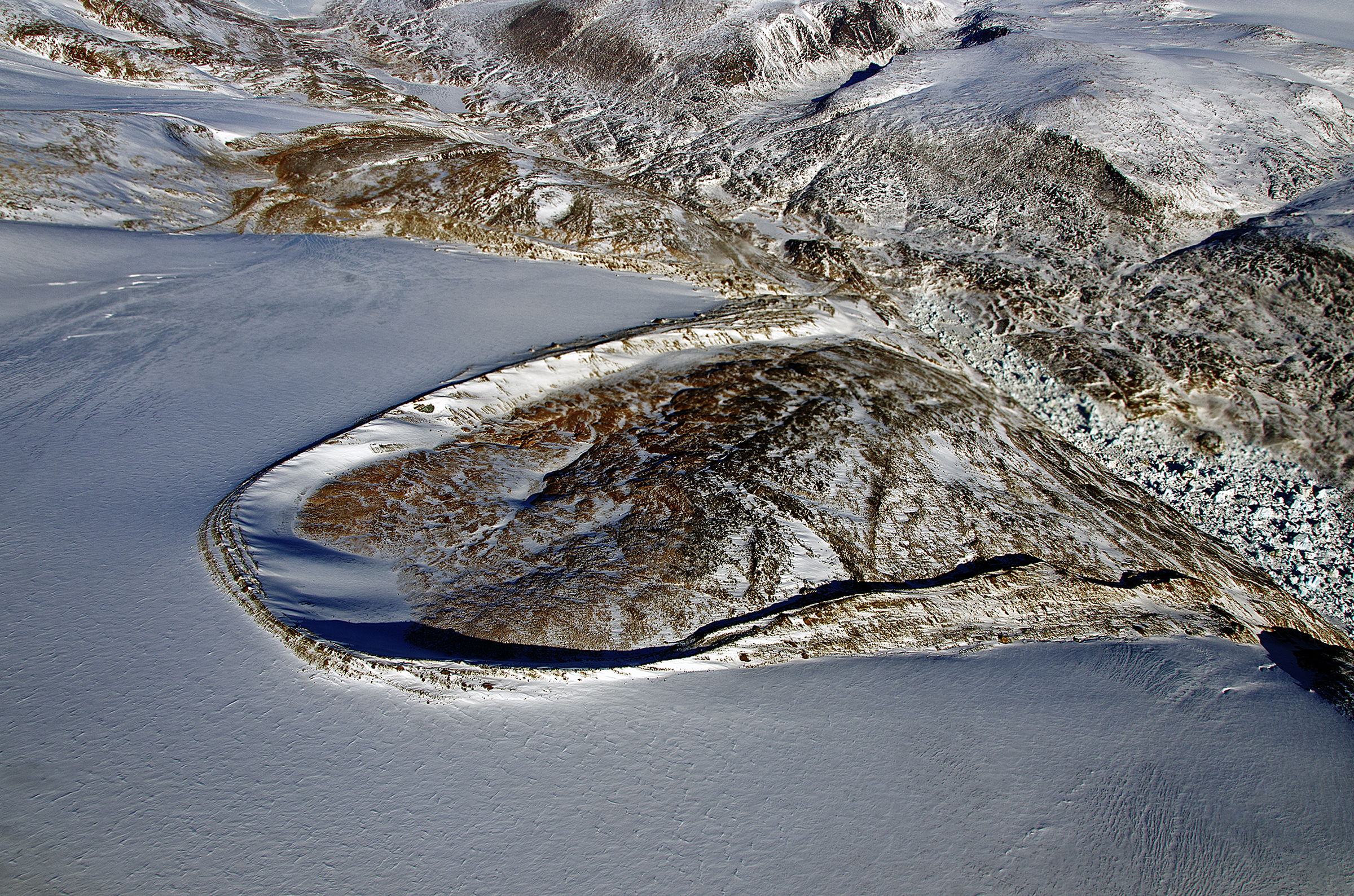
Horseshoe-shaped lateral moraines at the margin of the Penny Ice Cap
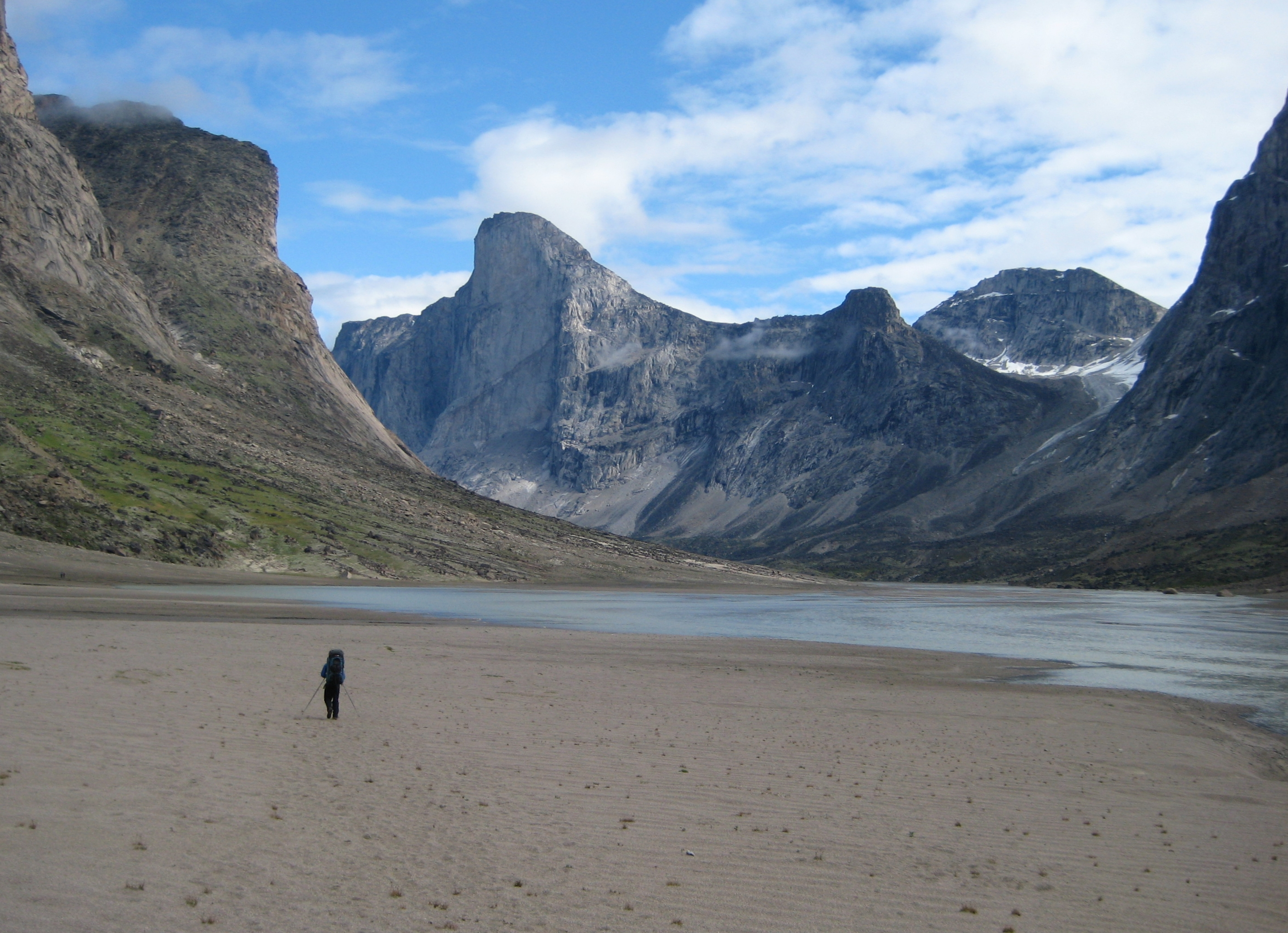
Along the Weasel River, hiking to Mount Thor
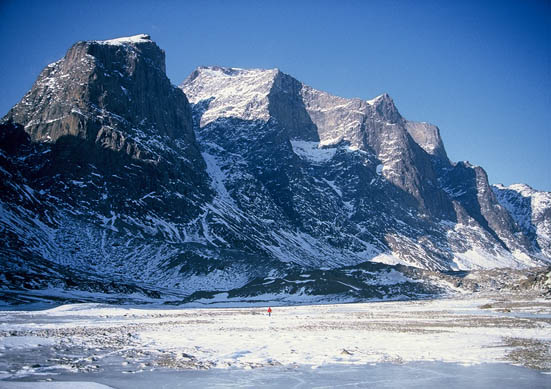
Mount Odin
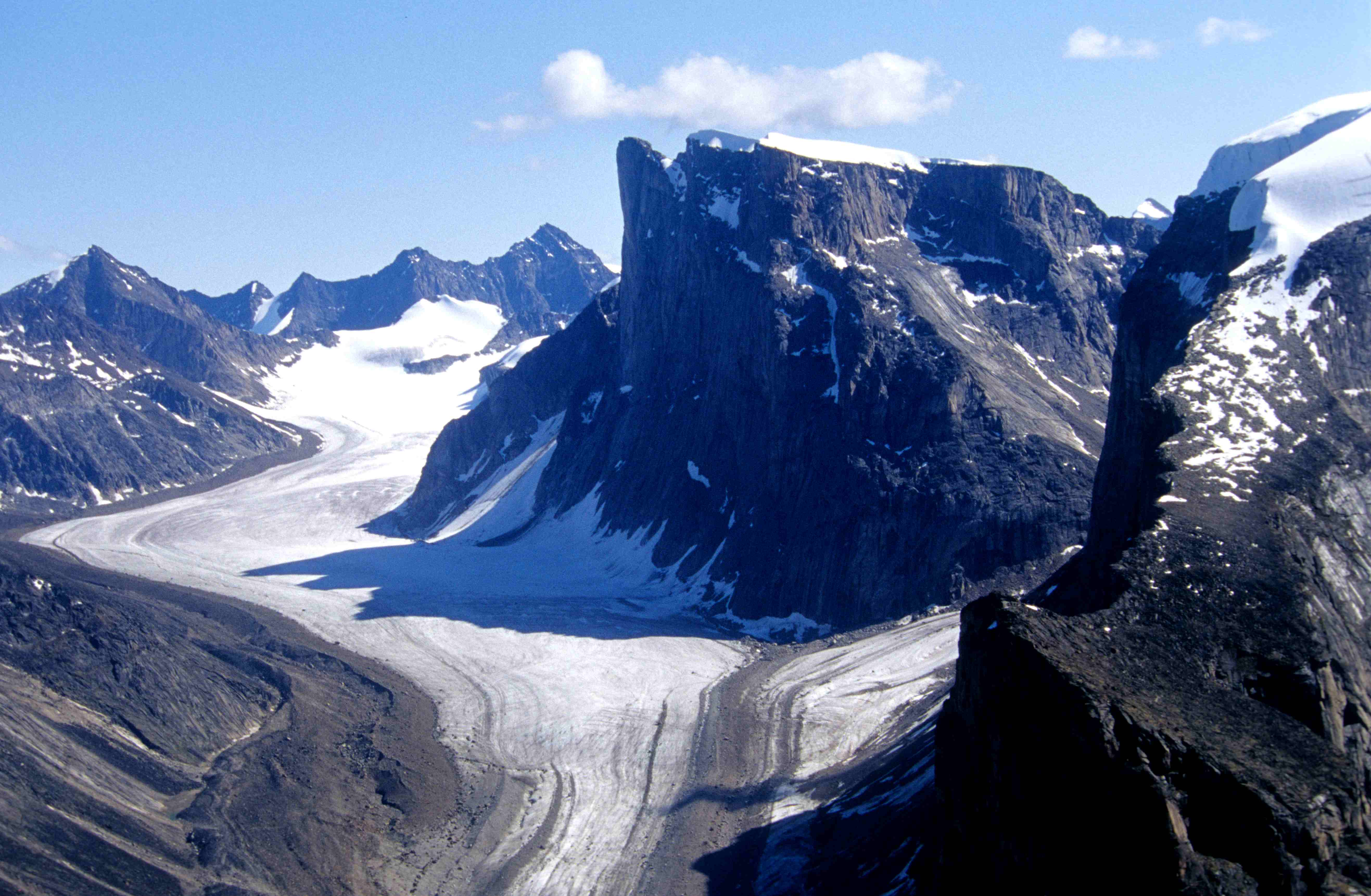
Rock formations and glaciers
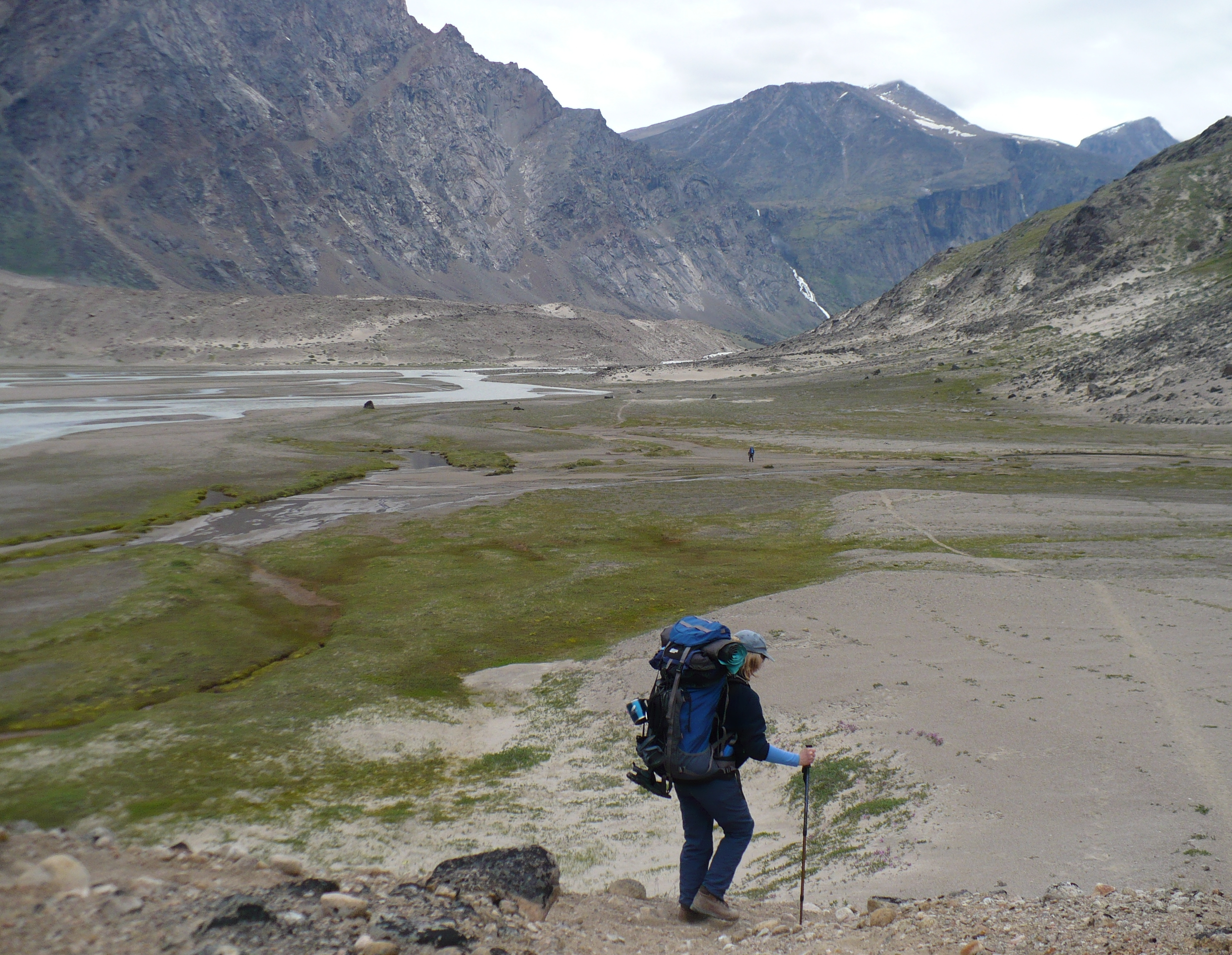
Akshayuk Pass
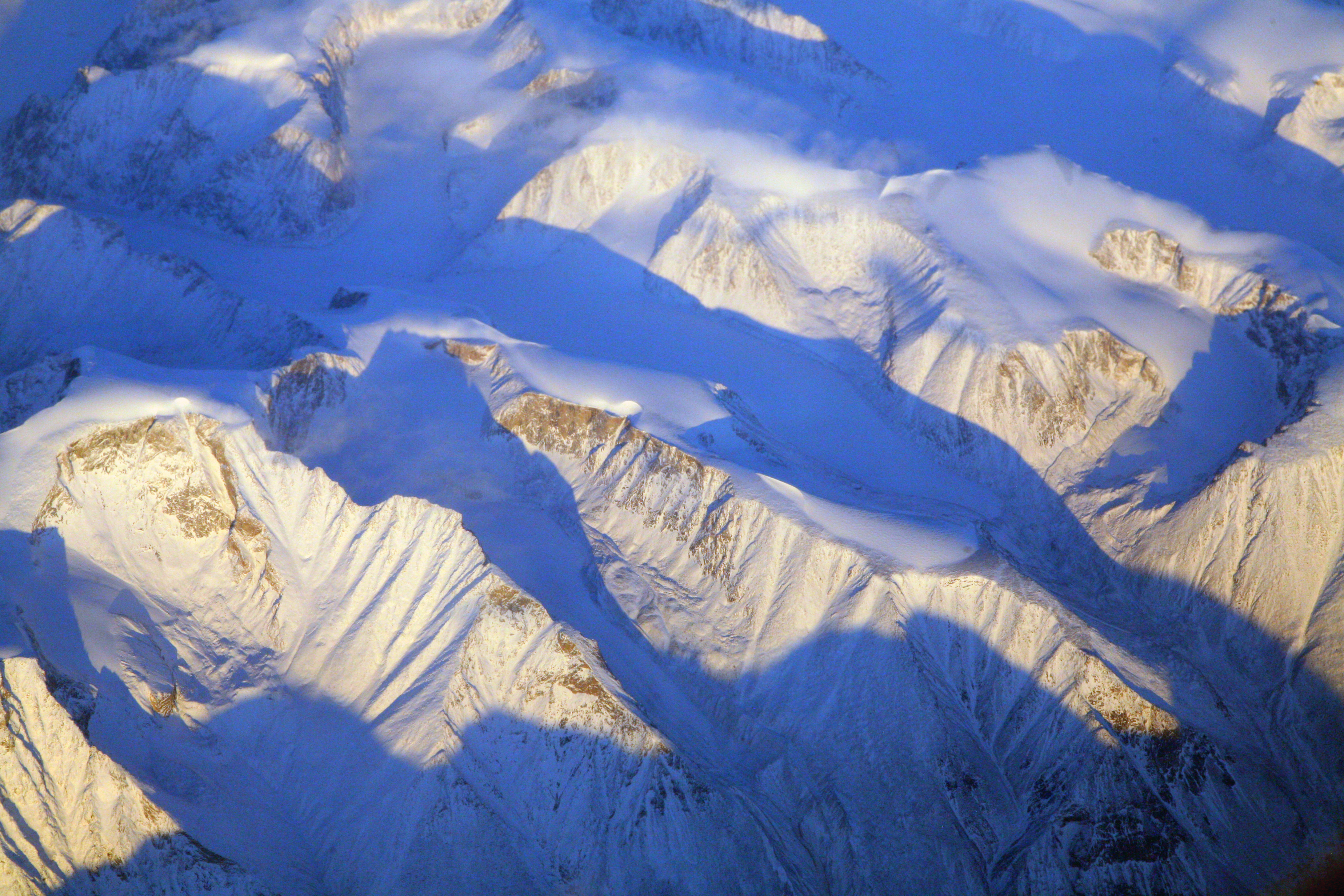
Baffin Mountains from the air,  Cumberland Peninsula